# Діта фон Тіз
Ді́та фон Тіз (англ. Dita von Teese, справжнє ім'я Гі́зер Рене́ Світ, англ. Heather Reneé Sweet; нар. 28 вересня 1972, Рочестер, Мічиган, США) — американська модель, танцюристка та акторка, виконавиця бурлеск-шоу, відома як «Королева бурлеску» та «Порцелянова богиня».

## Життєпис

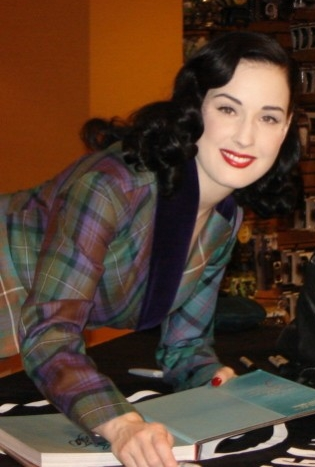

Народилася 28 вересня 1972 року в Рочестері, штат Мічиган; середня з трьох дочок у родині. Її мати працювала манікюрницею, а батько — машиністом в компанії по виробництву графіту. Має вірменське коріння.
Має пристрасть до кінематографа і стилю 1940-х. Саме на цьому ґрунтується її імідж як танцюристки та моделі. Захоплення почалося в ранньому віці, і йому сприяла мати: купувала їй вбрання в ретро-стилі, оскільки сама захоплювалася старим кіно.
Також з раннього віку Гізер займалася балетом. Вже у 13 років вона виконувала сольні номери у тутешньому театрі. Попри мрію стати балериною, за власним твердженням у 15 років вона вже досягла найкращого, на що була здатна. Однак свої танцювальні вміння застосувала пізніше, коли присвятила себе танцям бурлеск. У своїх номерах фон Тіз часто танцює в пуантах.
Коли компанія, де працював батько, поміняла розташування, сім'я переїхала з Мічигану в Оранж Каунті, штат Каліфорнія. Там Гізер відвідувала університетську Вищу школу Ервайна.
У підлітковому віці мати відвела Гізер до крамниці жіночої білизни купувати перший бюстгальтер. Бра було з простої бавовни, а на додачу до нього зморшкуваті колготки тілесного кольору. Вона дуже засмутилася, адже сподівалася отримати красиву білизну, яку бачила на дівчатах з Playboy. Пристрасть до білизни стала основоположною для стилю Діти фон Тіз. У 15-річному віці вона працювала в магазині білизни, де з посади продавчині піднялася до баєра.
У коледжі Світ вивчала історію костюма і прагнула працювати стилісткою і дизайнеркою костюмів для фільмів. На цей час Діта фон Тіз є кваліфікованою дизайнеркою костюмів і стилісткою власних фотосесій.

### Особисте життя
У 20-річному віці мала гомосексуальний досвід, що містив серйозні стосунки з жінкою. З 2005 по 2007 рік була одружена з музикантом Мериліном Менсоном (стосунки почалися у 2001). До цього зустрічалася з учасником гурту Social Distortion Майком Нессом і актором Пітером Сарсгаардом. Після розлучення з Менсоном у 2007 році зустрічалася з французьким графом Луї-Марі де Кастельбажаком з 2009 по 2012. У 2012 мала короткі стосунки зі співаком Тео Хатчкрафтом. З 2014 року у стосунках із графічним дизайнером Адамом Райцевічем.
Вона колекціонує старовинну китайську порцеляну, зокрема підставки для яєць і чайні сервізи. Має пристрасть до корсетів, красивої білизни, шейкерів для коктейлів і балетних пуантів. Має кілька дорогих автомобілів. Це Packard One Twenty Eight 1938 року випуску, Ford Super De Luxe 1946 випуску, Jaguar S-Type 1965 року випуску і BMW Z4. З 1997 по 2010 роки також володіла автомобілем Chrysler New Yorker 1939 року випуску.
Особисте життя Діти фон Тіз проходить між Голлівудом і Парижем.
Артистка відкрито говорить про пластичні операції. Вона збільшила груди, зробила родимку на вилиці – татуаж. Видалила одне ребро, щоб зменшити розмір талії

## Кар'єра

### Фетиш і гламур
Фон Тіз досягла визнання в області фетишу. За багато років носіння вузького корсета вона зменшила об'єм своєї талії до 56 см, у корсеті вона може сягати 42 см при зрості 165 см.
З'являлася на обкладинках ряду фетиш-журналів, в тому числі Bizarre та Marquis. Також її фотографія була на обкладинці книги Мідорі «Мистецтво зваблювання японського бандажу». У 1999, 2000 і 2002 році знімалася для Playboy, у 2002 з'явилася на його обкладинці.
Німецький метал-гурт Atrocity вибрав Діту фон Тіз моделлю для зйомок обкладинки їхнього альбому Werk 80 II у 2008 році.

### Бурлеск
Пристрасть до відкритої та спокусливої мереживної білизни привела Гізер Світ до того, що у 18 років вона потрапила до складу танцюристок стриптиз-клубу Captain Cream. Вона швидко помітила, що всі інші дівчата не мають жодної індивідуальності, а всі номери сірі й банальні. Вона озброїлася своїми улюбленими білизняними комплектами, доповнивши їх мереживними рукавичками, граціями, корсетами, панчохами й підв'язками, пір'ям та іншими декоративними деталями, й створила вінтажний стиль.
Зокрема, вона взяла сценічний псевдонім, який згодом став її повноцінним ім'ям. Їй завжди подобалися прізвища з приставкою «фон». Вона вибрала ім'я Діта (запозичене в акторки Діти Парла, якою захоплюється) і жартівливе прізвище Тіз (Teese), що за звучанням нагадує англійське слово «tease» («дражнити»). Так вона стала Дітою фон Тіз і почала працювати в стилі бурлеск.

### Музика
У листопаді 2017 року випустила пісню «Rendez-vous», у січні 2018 – пісню «Bird of Prey» (слова і музика Sébastien Tellier).

## Діта фон Тіз та Україна
15 листопада 2013 р. Діта фон Тіз виступила в Києві на відкритті VOGUE Cafe.
У 2018 р. Діта фон Тіз представила новий кліп на пісню «Sparkling Rain», написану французьким музикантом Себастьєном Телье. Спеціально для зйомки фон Тіз приміряла кілька образів ретро від української дизайнерки Олени Реви, а авторкою фотосесії стала українська фотографка Саша Самсонова. Вбрання від Олени Реви, в якому Діта фон Тіз позує на сторінках глянцю, гармонійно підкреслило її яскраву зовнішність..

## Фільмографія
| Рік  | Назва                                    | Роль                                    | Замітки                                                     |
| ---- | ---------------------------------------- | --------------------------------------- | ----------------------------------------------------------- |
| 1995 | Romancing Sara                           | Елісон                                  |                                                             |
| 1997 | Matter of Trust                          | Дівчина                                 |                                                             |
| 1999 | Pin-Ups 2                                |                                         |                                                             |
| 2000 | Decadence                                |                                         |                                                             |
| 2001 | Slick City: The Adventures of Lela Devin | Лела Девін                              |                                                             |
| 2001 | Tickle Party: Volume 2                   |                                         |                                                             |
| 2002 | Bound in Stockings                       |                                         |                                                             |
| 2002 | Naked and Helpless                       |                                         |                                                             |
| 2004 | Blooming Dahlia                          | Елізабет Курт                           |                                                             |
| 2004 | Lest We Forget                           | Дівчина в келиху для мартіні            |                                                             |
| 2005 | The Death of Salvador Dali               | Гала                                    | Виграла найкращу жіночу роль на кінофестивалі Беверлі-Гіллз |
| 2006 | Saint Francis                            | Соул, Піка Бернард                      |                                                             |
| 2007 | Indie Sex: Extremes                      | грає саму себе                          | Документальний                                              |
| 2007 | The Boom Boom Room                       | Adeline Winter                          |                                                             |
| 2011 | CSI: Місце злочину                       | Агнес / Елен Вітебрідж / Ріта фон Сквіз | 11 сезон, 12 епізод: «Поцілунок перед смаженням»            |
| 2012 | Bettie Page Reveals All                  | Грає саму себе                          | Документальний                                              |
| 2022 | Не хвилюйся, серденько                   | Діта фон Тіз                            |                                                             |

## Музичні відео
- 2014 — «Freakshow», Blue Eyed Christ / камео[35]

- 2014 — «Ugly Boy», Die Antwoord / камео[36]

- 2022 — «Bejeweled», Тейлор Свіфт / Богиня[37]